# Apollinaire, le regard du poète
Apollinaire, le regard du poète est une exposition artistique au musée de l'Orangerie, à Paris, du 6 avril 2016 au 18 juillet 2016. Portant sur le poète Guillaume Apollinaire et sa relation au monde de l'art, elle a Laurence des Cars, Claire Bernardi et Cécile Girardeau pour commissaires.

## Liste d'œuvres exposées

### Liste exhaustive des peintures

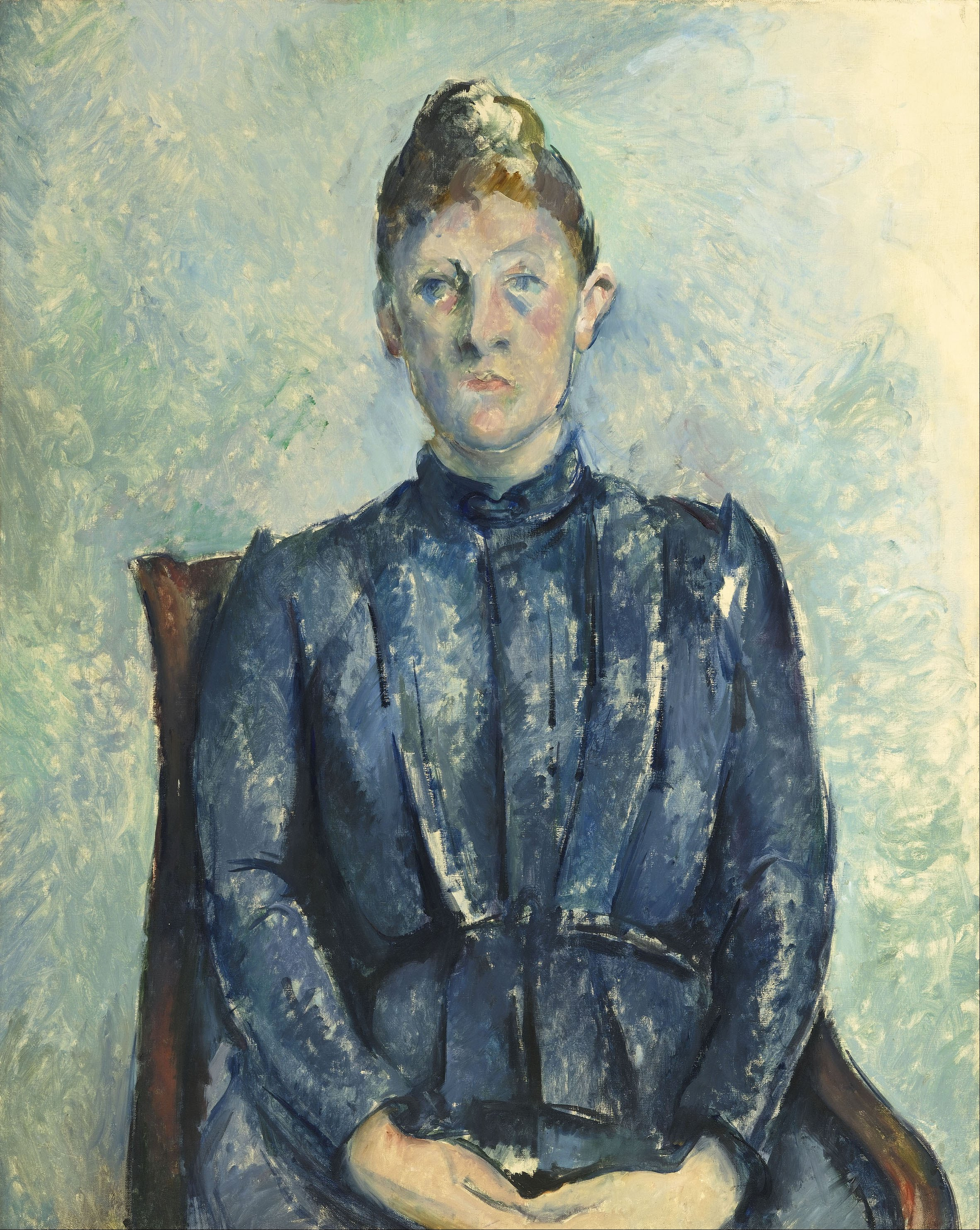
Portrait de Madame Cézanne, Paul Cézanne, vers 1890.

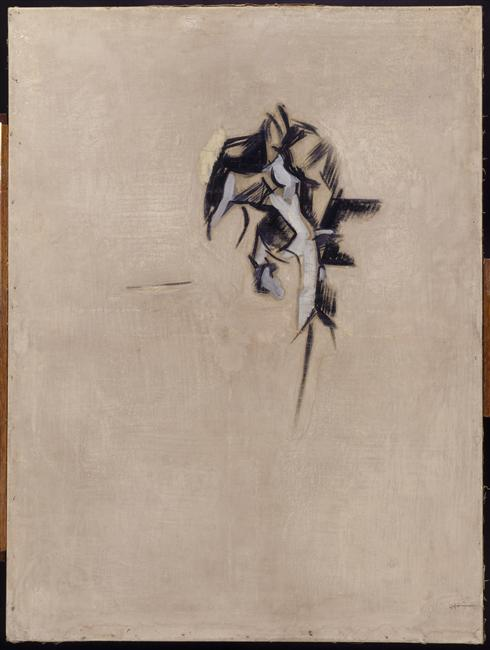
Portrait de Guillaume Apollinaire, Robert Delaunay, vers 1911-1912.

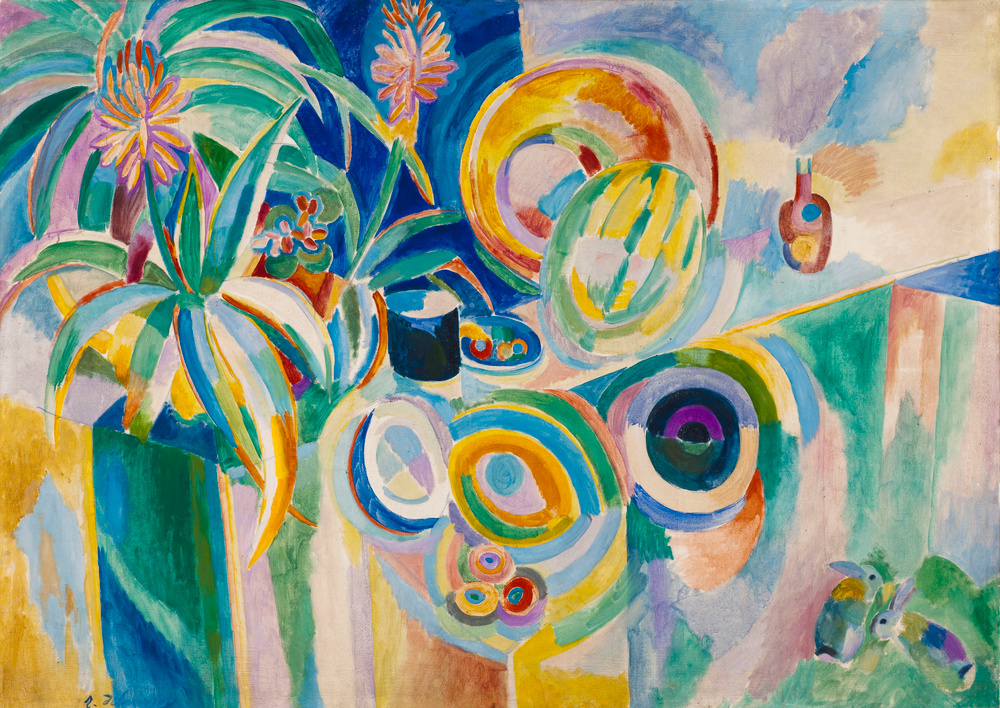
Symphonie colorée, Robert Delaunay, vers 1915-1917.

- 90. Georges Braque, Maisons et arbre, 1908.
- 89. Georges Braque, La Terrasse à L'Estaque, 1908.
- 145. Carlo Carrà, Les Nageurs, entre 1910 et 1912.
- Sans numéro. Paul Cézanne, Portrait de Madame Cézanne, vers 1890.
- 150. Marc Chagall, Hommage à Apollinaire, 1913.
- 152. Marc Chagall, Paris par la fenêtre, 1913.
- 137. Giorgio De Chirico, Portrait (prémonitoire) de Guillaume Apollinaire, 1914.
- 62. Giorgio De Chirico, Portrait de Paul Guillaume, 1915 (musée de Grenoble).
- 61. Giorgio De Chirico, Portrait de Paul Guillaume, 1915 (musée d'Art moderne de la ville de Paris).
- 104. Giorgio De Chirico, La Révolte du sage, 1916.
- 91. Robert Delaunay, Portrait de Guillaume Apollinaire, vers 1911-1912.
- 149. Robert Delaunay, Une fenêtre, 1912.
- 106 Robert Delaunay, Symphonie colorée, vers 1915-1917.
- 105. Sonia Delaunay, Le Bal Bullier, 1913.
- 76. André Derain, Baigneuses, 1908.
- 60. André Derain, Le Don, 1913.
- 92. Marcel Duchamp, Nu descendant l'escalier (N°1), 1911.
- 170. Marcel Duchamp, Le Passage de la Vierge à la Mariée, 1912.
- 78. Raoul Dufy, Le Yacht pavoisé au Havre, 1904.
- 98. Albert Gleizes, Les Joueurs de football, 1912-1913.
- 96. Albert Gleizes, Portrait de l'éditeur Eugène Figuière, 1913.
- 146. Nathalie Gontcharoff, La Lampe électrique, 1913.
- 95. Juan Gris, Homme dans un café, 1912.
- 101. Roger de La Fresnaye, La Conquête de l'air, 1913.
- 12. Marie Laurencin, Groupe d'artistes, 1908.
- 13. Marie Laurencin, Apollinaire et ses amis, 1909.
- 99. Fernand Léger, Esquisse pour La Femme en bleu, 1912.
- 108. August Macke, Jeune Fille avec des poissons dans un récipient de verre, 1914.
- 77. Henri Manguin, Étude de femme couchée, 1905.
- 80. Henri Matisse, Les Citrons, 1914.
- 83. Henri Matisse, Les Trois Sœurs, 1916-1917.
- 84. Henri Matisse, La Femme au divan, 1917.
- 97. Jean Metzinger, L'Oiseau bleu, 1912-1913.
- 94. Francis Picabia, L'Arbre rouge, vers 1912.
- 131. Pablo Picasso, Nu sur fond rouge, 1905-1906.
- 110. Pablo Picasso, Guitare « J'aime Eva », 1912.
- 109. Pablo Picasso, Nature morte espagnole Sol y Sombra, 1912.
- 138. Pablo Picasso, Violon, verres, pipe et ancre, 1912.
- 199. Pablo Picasso, Arlequin (portrait de Léonide Massine), 1917.
- 203. Pablo Picasso, Le Retour de baptême d'après Le Nain, 1917.
- 102. Pablo Picasso, Grande Nature morte, 1917-1918.
- 118. Pablo Picasso, L'Homme à la guitare, 1918.
- 204. Pablo Picasso, La Lecture de la lettre, 1921.
- 223. Henri Rousseau, La Fabrique de chaises, vers 1897.
- 75. Maurice de Vlaminck, Restaurant de la Machine à Bougival, vers 1905.

### Liste non exhaustive des autres œuvres
- 67. Anonyme, statue nkisi nkonde, yombé, fin du XIXe siècle.
- 218. Max Jacob, Guillaume Apollinaire et sa muse, 1910.